# De vilde gæs
De vilde gæs (engelsk: The Wild Geese) er en britisk krigsfilm fra 1978 med Richard Burton, Roger Moore, Richard Harris og Hardy Krueger i hovedrollerne. Regi er ved Andrew V. McLaglen.

## Handling
En engelsk finansmand og lord med store interesser i at udnytte minedrift i Afrika hyrer lejesoldaten oberst Faulkner (Burton) til at befri en afrikansk afsat præsident ved navn Limbani fra fængslet. Faulkner påtager sig opgaven og kontakter to af sine gamle våbenbrødre Shawn Fynn (Moore) og Rafer Janders (Harris). Sammen opbygger de en kampenhed af tidligere faldskærmsjægere og lejesoldater. Efter stenhård træning i Swaziland landsættes «The Wild Geese» (som er deres kodenavn) i det land, hvor Limbani sidder fængslet og befrier ham. Befrielsesaktionen går efter planen, men flugten derfra viser sig at være langt vanskeligere at gennemføre, da deres arbejdsgiver foretager sig noget, som får fatale følger for mange af mændene.

### Om filmen
Filmen var baseret på en upubliceret roman The Thin White Line, skrevet af Daniel Carney. Filmen blev opkaldt efter en irsk hær af lejesoldater fra 1600-tallet. Bogen blev senere lanceret med denne titel. Plottet var baseret på spekulationerne om den mystiske landing af et fly i Rhodesia i 1968, muligvis fyldt med en gruppe lejesoldater og en døende præsident for et afrikansk land, som nogle antager var Moïse Tshombe.

## I rollerne
- Richard Burton ...Oberst Allen Faulkner
- Roger Moore ...Lieutenant Shaunt Fynn
- Richard Harris ...Captain Rafer Janders
- Hardy Krüger ...Lieutenant Pieter Coetzee
- Stewart Granger ...Sir Edward Matherson
- Winston Ntshona ...Julius Limbani
- John Kani ...Sergeant Jesse Blake
- Jack Watson ...RSM Sandy Young
- Frank Finlay ...Geoghagen, præsten
- Kenneth Griffith ....Arthur Witty
- Barry Foster ...Thomas Balfour
- Ronald Fraser ...Jock McTaggart
- Ian Yule ...Tosh Donaldson
- Patrick Allen ...Rushton
- Percy Herbert ...Keith
- Rosalind Lloyd ...Heather
- Jane Hylton ...Mrs. Young

## Eksterne links
- De vilde gæs på Internet Movie Database (engelsk)
- De vilde gæs på Filmdatabasen
- De vilde gæs på Scope
- De vilde gæs i Svensk Filmdatabas (svensk)
- De vilde gæs på AlloCiné (fransk)
- De vilde gæs på MovieMeter (nederlandsk)
- De vilde gæs på AllMovie (engelsk)
- De vilde gæs hos British Film Institute (engelsk)
- De vilde gæs på Turner Classic Movies (engelsk)
- De vilde gæs på The Movie Database (engelsk)

### Net-TV
- Filmtrailer Arkiveret 15. juli 2015 hos  Wayback Machine

| Portal | Portal:film |